# Parc Baud-Bovy
Le parc Baud-Bovy est un jardin public de la ville de Genève. 
Situé à la place de l’ancien Palais des expositions, il est aussi appelé parc de l’Ancien palais. Le parc a été nommé d'après Daniel Baud-Bovy (13 avril 1870, Genève – 19 juin 1958, Genève), un écrivain et historien d'art suisse. Le parc est inauguré en septembre 2000.
Plus de 300 charmes le quadrillent. Le sol est en gravier, perméable. Dans le parc se trouvent bancs et tables de pique-nique, une place de jeux, un pavillon (rond, au toit plat accessible par un escalier), un petit terrain de foot, des WC publics.
Il est interdit de promener les chiens dans ce parc, même tenus en laisse.

## Galerie photo

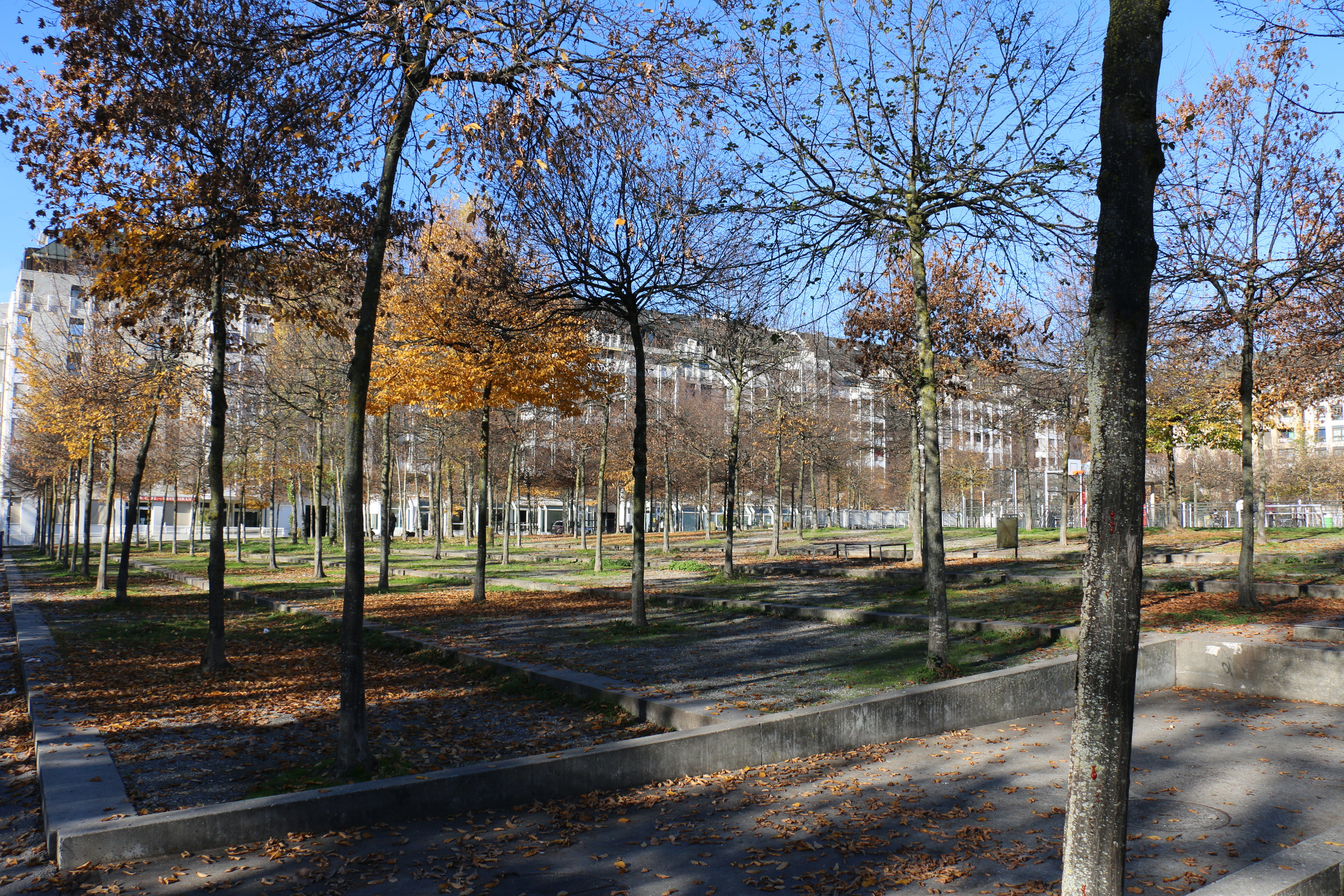
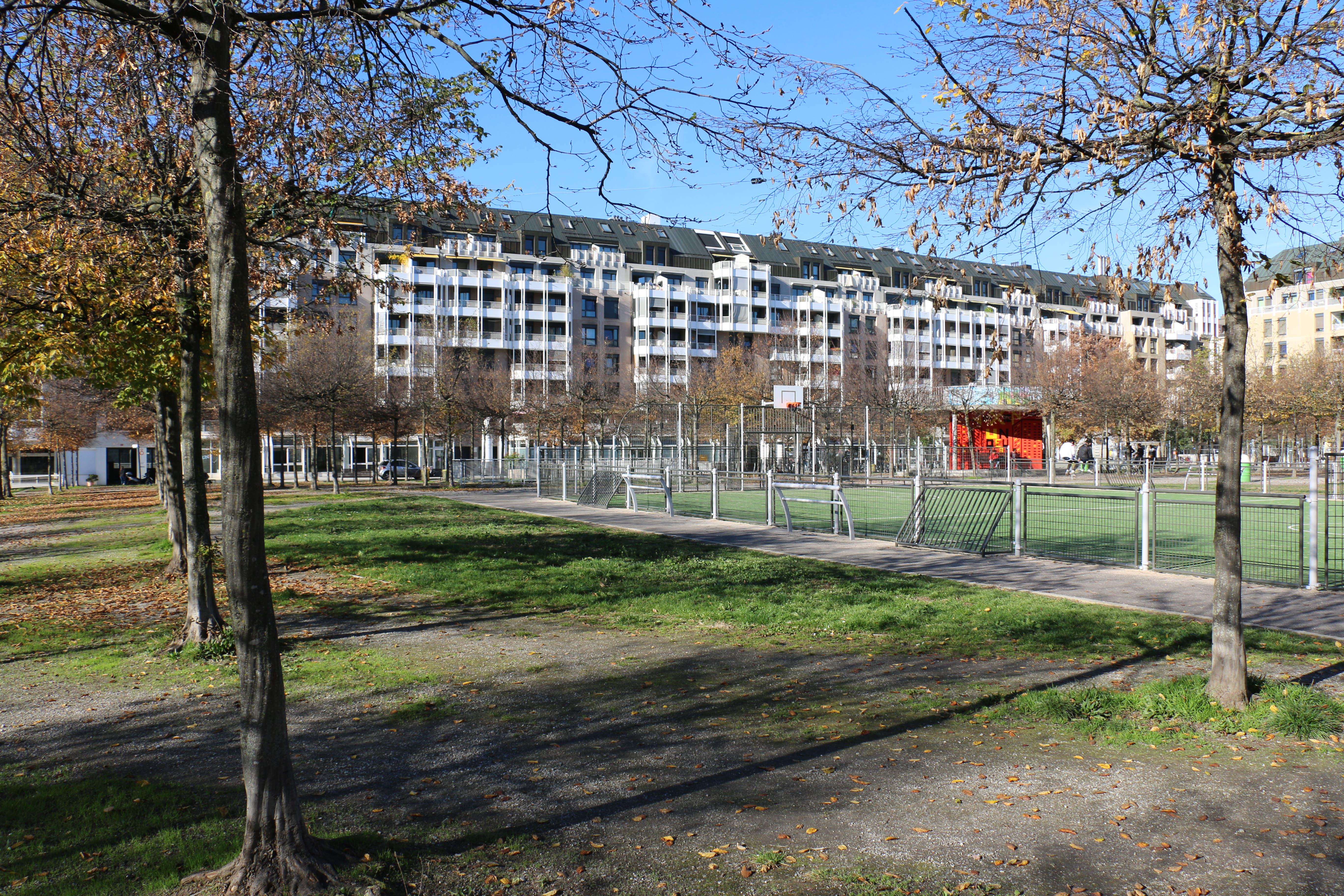
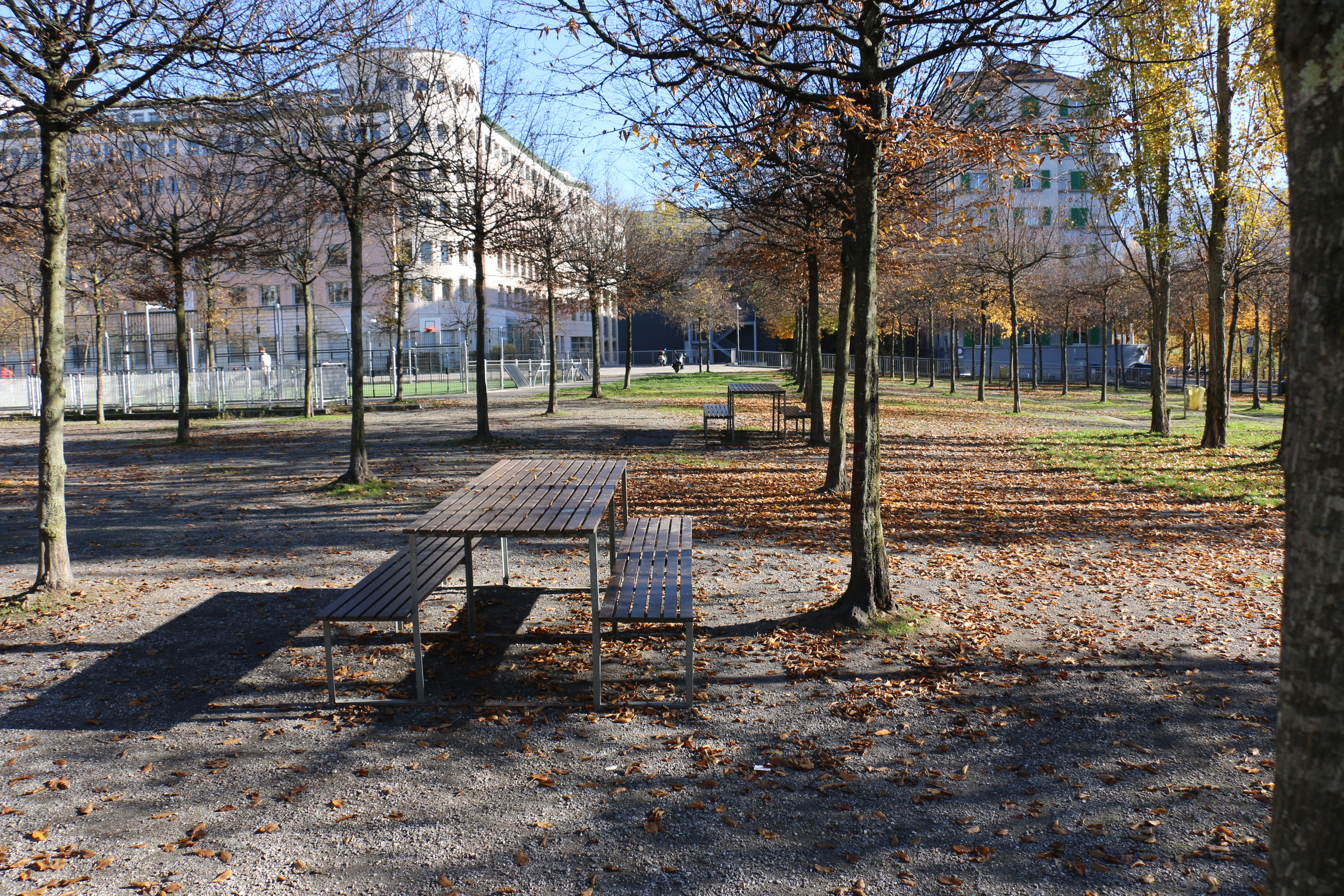
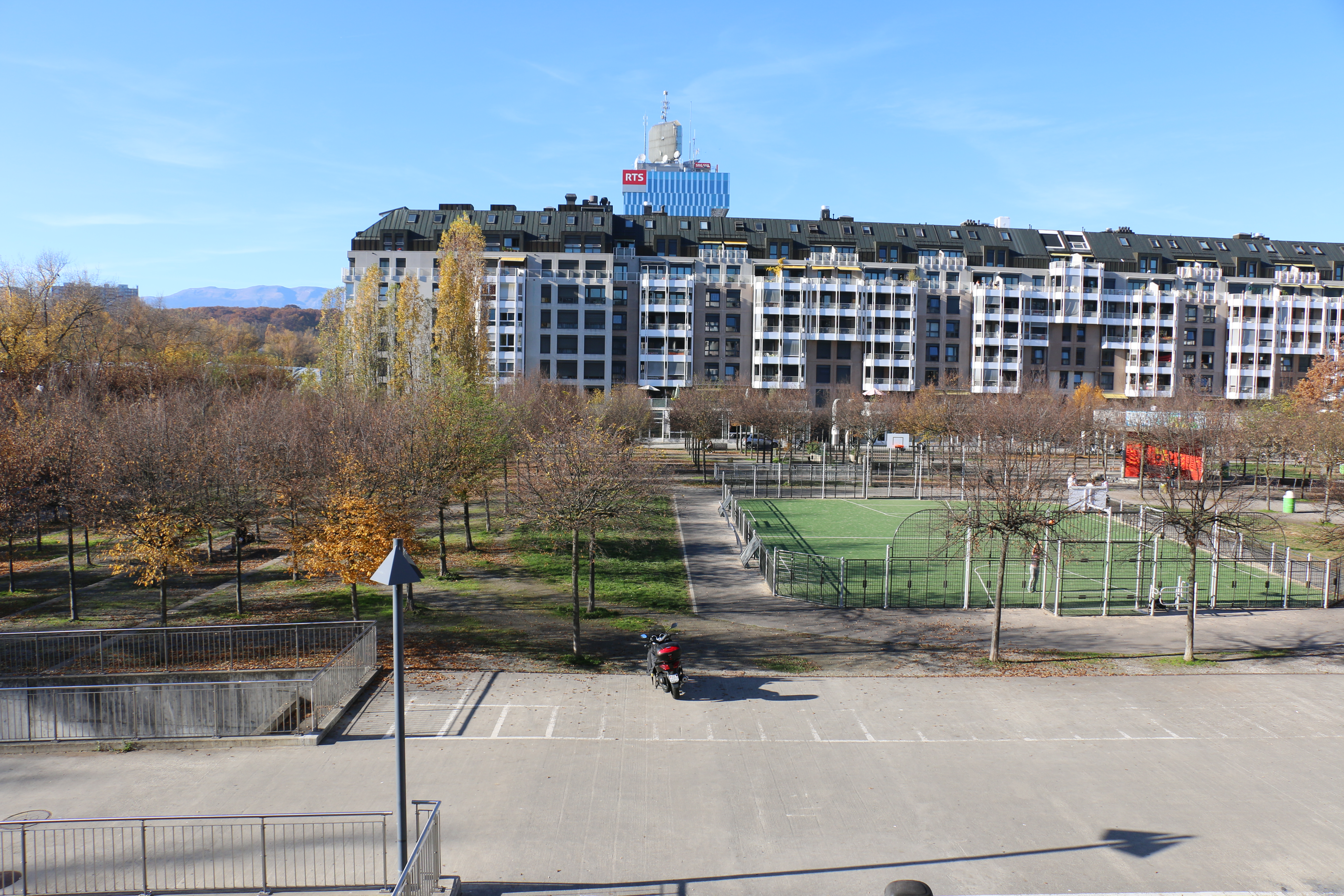
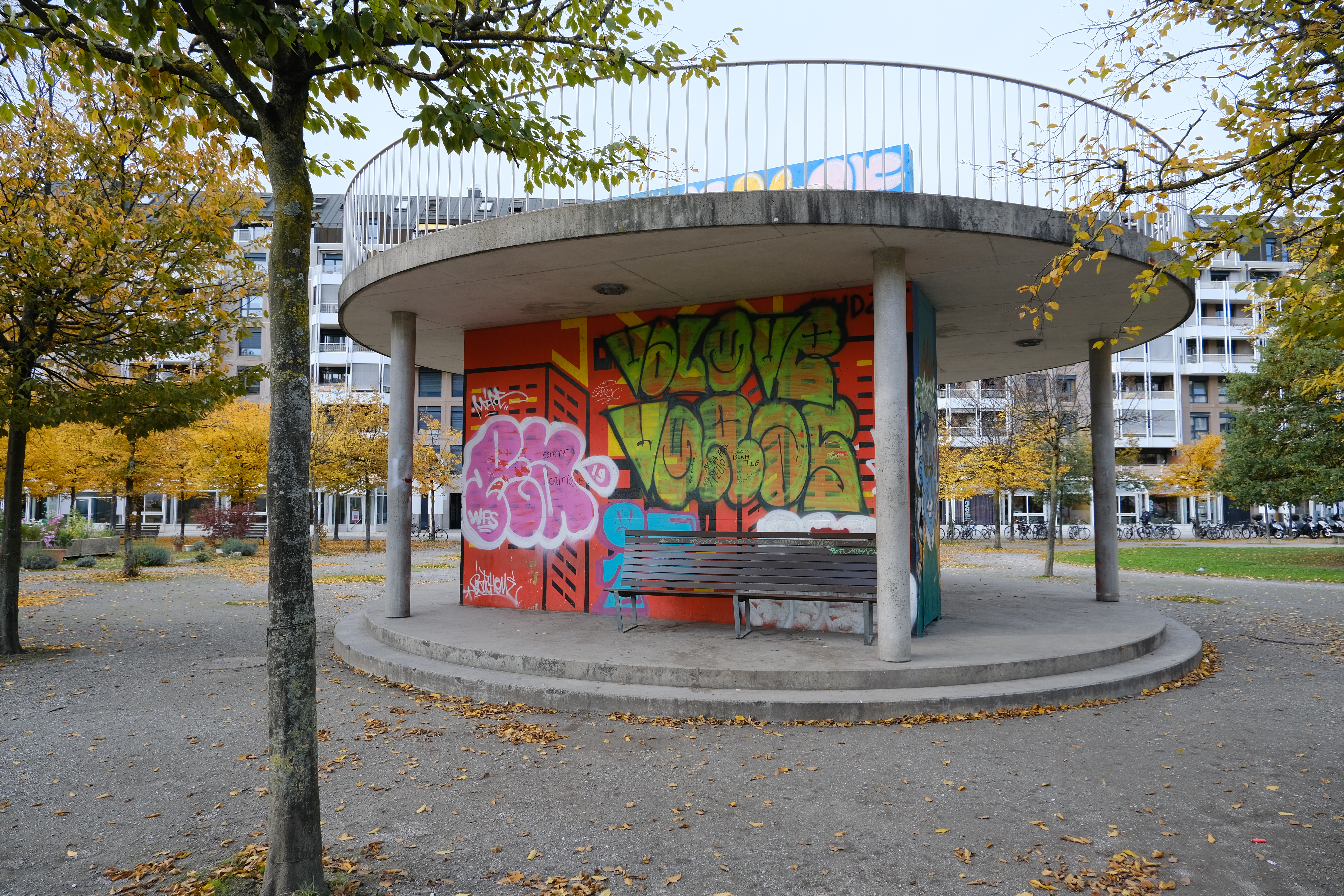